# 토머스 아그예퐁
토머스 아그예퐁(영어: Thomas Agyepong, 1996년 10월 10일 ~ )은 윙어로 활약하는 가나의 프로 축구 선수이다. 그는 이전에 네덜란드 클럽 트벤터와 NAC 브레다, 스코틀랜드 클럽 하이버니언, 벨기에 클럽 베베런과 로멀에서 임대로 활약한 적이 있다. 또한 가나 국가대표팀에서 여섯 번의 국제 경기에 정식으로 출전했다.

## 구단 경력

### 맨체스터 시티
아그예퐁은 2015년에 라이트 투 드림 아카데미에서 맨체스터 시티에 합류했다.

#### 트벤터로의 임대
아그예퐁은 2015-16년 에레디비시 시즌을 위해 네덜란드 에레디비시 팀 트벤터로 임대되었다. 그는 10월 4일, AZ 알크마르와의 경기에서 교체 선수로 출전하며 데뷔 전을 치렀다. 그의 첫 선발 출전은 10월 24일, PSV 아인트호벤과의 경기에서 62분 동안 뛰며 3-1로 패한 경기였다. 3월에 어깨 부상을 당해 수술을 받아야 했고, 이로 인해 그의 시즌은 끝났다.

#### NAC 브레다로의 임대
2016년 7월 10일, 아그예퐁은 2016-17년 시즌을 위해 네덜란드 2부 리그 팀인 NAC 브레다와 임대 계약을 체결했다. 그는 8월 12일, 아킬레스 '29를 상대로 한 2-1 승리에서 61분을 뛰며 데뷔 전을 치렀다. 12월 2일, 그는 알메러 시티를 상대로 한 3-1 승리에서 92분에 클럽의 첫 골을 넣었다.

#### 하이버니언으로의 임대
2018년 8월, 아그예퐁은 2018-19년 시즌이 끝날 때까지 스코티시 프리미어십 클럽 하이버니언에 임대되어 취업 허가 신청 승인을 기다리고 있었다. 아그예퐁은 무릎과 허벅지 부상으로 인해 2018-19년 시즌 대부분을 결장했다.

#### 베베런로의 임대
2019년 8월, 아그예퐁은 2019-20년 시즌이 끝날 때까지 벨기에 프로 리그 클럽인 베베런으로 임대되었다.

## 국가대표팀 경력
아그예퐁은 2017년 6월 11일, 에티오피아를 상대로 한 2019년 아프리카 네이션스컵 예선 경기에서 가나 국가대표팀 데뷔 전을 치렀다. 그는 2017년 동안 가나 국가대표팀에서 네 번 더 출전했으며, 그 중 두 번은 콩고 공화국을 상대로 한 2018년 FIFA 월드컵 예선 경기였다. 2018-19년 시즌 동안 부상 문제가 있었음에도 불구하고 아그예퐁은 2019년 아프리카 네이션스컵 임시 국가대표팀에 포함되었다. 그는 최종 국가대표팀에 합류하여 첫 경기에 선발되었지만, 36분 만에 부상을 당해 대회에 다시 출전하지 못했다.